# Polkabeta
Polkabeta, även polkagrisrödbeta eller chioggia (Beta vulgaris ssp. vulgaris var. esculenta), är en underart till rödbeta i familjen amarantväxter (Amaranthaceae). Den ser ut som en rödbeta utvändigt, men delad är den polkagrisaktigt röd- och vitrandig. Polkabetor innehåller två färgämnen, ett gult och ett rödviolett. Mängden av dessa varierar mellan olika sorter och beroende av växtvillkor, ålder på betorna och såtid. Bladverket är kraftigt och rödaktigt.

## Historia
Betan (chioggia) är namngiven efter staden Chioggia i nordöstra Italien och tillkom på 1800-talet.

## Användning
Polkagrisbetan har mildare smak än rödbetan. Den används som vanlig rödbeta och är mycket dekorativ. Kokas den, försvinner den starka färgkontrasten och betan blir rosa.

## På andra språk
- Engelska: chioggia beet
- Franska: betterave Chioggia
- Italienska: barbabietola di Chioggia
- Finska: raitajuuri
- Tyska: Ringelbete